# Franjo Paulski
Sveti Franjo Paulski (lat. Franciscus de Paula, tal. Francesco di Paola; Paola, Kalabrija, 27. ožujka 1416. – Plessis-lès-Tours, 2. travnja 1507.), talijanski pustinjak, redovnik prosjak i katolički svetac. Osnivač je Reda najmanjih (lat. Ordo Minimorum, tal. Ordine dei Minimi).

## Životopis
Sveti Franjo Paulski rođen je 27. ožujka 1416. u gradu Paola, u pokrajini Cosenza južnotalijanske regije Kalabrija. Roditelji mu bijahu skromni i vrlo pobožni. Dugo su bili bez djece pa su se godinama molili Bogu za sina: kad im je Bog uslišao molitve, sina su nazvali po Franji Asiškom, kojega su poštovali kao svoga zaštitnika.
Franjo se u djetinjstvu školovao kod franjevaca u rodnome gradu. Kao četrnaestgodišnjak hodočastio je s roditeljima u Rim i Assisi. Poslije hodočašća se povukao u osamu, najprije nedaleko od grada, a zatim na jedno još usamljenije mjesto uz more, gdje je kao pustinjak živio u nekoj špilji. Postio je i molio te u sljedećih pet godina okupio i skupinu sljedbenika. Godine 1452. osniva franjevačku redovničku zajednicu, kojoj je propisao vrlo stroga pravila: pored zavjeta čistoće, siromaštva, pokore i milosrđa, braća nisu smjela jesti ništa životinjskog porijekla, čak ni mlijeko, sir ili jaja. U početku je ta zajednica bila poznata pod imenom Pustinjaci svetoga Franje Asiškog: njezino je djelovanje 1474. odobrio papa Siksto IV., a od 1492. zajednica dobiva i službeno ime Red najmanjih (lat. Ordo Minimorum). Kad je 1506. godine potvrđivao pravila Reda najmanjih, papa Julije II. zapisao je da su oni »svjetlo pokajničke Crkve«. Red najmanjih i danas uspješno djeluje u Europi te Južnoj i Sjevernoj Americi.
Godine 1483. papa Siksto IV. poslao je Franju u Pariz kako bi pomogao u liječenju francuskoga kralja Luja XI. Poslije smrti Luja XI., Franjo ostaje u Francuskoj kao savjetnik njegova sina i nasljednika Karla VIII. Posredovao je u uspostavi mira između Francuske i Bretanje te Francuske i Španjolske.
Papa Lav X., kanonizirao je sv. Franju 1519. godine. Sveti Franjo Paulski zaštitnik je Kalabrije, siromaha i pustinjaka, ribara, lađara, mornara, mornaričkih časnika, navigatora i svih ljudi koji su na bilo koji način povezani s morem. Zazivaju ga protiv vatre, kuge i neplodnosti. Njegovo tijelo ostalo je do danas neraspadnuto.

## Galerija
- Jean Bourdichon: portret sv. Franje Paulskog (1507.)
- Sv. Franjo Paulski oživljava mrtvo dijete (Sebastiano Ricci, ulje na platnu, 1733.)
- Čuda sv. Franje Paulskoga (Peter Paul Rubens, ulje na drvu, ca. 1627/28.)
- Čudo sv. Franje Paulskoga (Francesco Cappella, ulje na platnu, ca. 1750.)
- Sv. Franjo Paulski u ekstazi (Pietro Bianchi, ulje na platnu, ca. 1728.)
- Luj XI. kleči pred sv. Franjom Paulskim (Nicolas Gosse, ulje na platnu, 1843.)
- Oltar crkve sv. Franje Paulskoga u Milanu

## Vanjske poveznice

### Sestrinski projekti
|  | Zajednički poslužitelj ima još gradiva o temi Sveti Franjo Paulski |

### Mrežna sjedišta
- Župa sv. Ane, Zagreb: Sveti Franjo Paulski (životopis)  Arhivirana inačica izvorne stranice od 21. lipnja 2016. (Wayback Machine)
- Župa sv. Nikole biskupa, Jastrebarsko: Sveti Franjo Paolski (životopis)
- Hrvatska franjevačka provincija sv. Ćirila i Metoda: Sv. Franjo Paulski (životopis)[neaktivna poveznica]
- Sveta Misa – Franjo Paulski (životopis)  Arhivirana inačica izvorne stranice od 4. ožujka 2016. (Wayback Machine) (hrv.) (engl.) (njem.)
- www.francescodipaola.info  Arhivirana inačica izvorne stranice od 18. svibnja 2021. (Wayback Machine) (tal.)
- Ordine dei Minimi (Red Najmanjih) (tal.)
- SILA GRECA – St. Franziskus von Paola (njem.)
- NewAdvent – Catholic Enciclopedia: St. Francis of Paula (engl.)